# Phaneroptera falcata
Espèce
Le Phanéroptère commun (Phaneroptera falcata) est une espèce d'orthoptères de la famille des Tettigoniidae et du genre Phaneroptera.
Cette espèce a été nommée Phaneroptera falcata par Poda en 1761. Ses noms vernaculaires sont aussi Phanéroptère en faux et Phanéroptère porte-faux (se rapportant à la forme de lame des ailes postérieures).

## Distribution
En Europe occidentale, il est assez fréquent dans ses biotopes, mais absent de vastes régions comme le Sud-Est de la France (où il est remplacé par l'espèce proche, Phaneroptera nana, le Phanéroptère méridional), absent d'Allemagne du Nord. Il est présent au Benelux.

## Description
Les élytres verts atteignent environ les genoux postérieurs ; les ailes postérieures vertes, nettement plus longues, les dépassent.
De couleur verte, le dos et les pattes peuvent être teintés de rouille ; les tympans ovales, ouverts, se trouvent en haut des tibias des pattes antérieures; le corps long de  12 à 18 mm, est recouvert d'une fine ponctuation vert foncé. Les longues antennes, très mobiles, mesurent environ 4 fois la longueur du corps. L'oviscapte plat, large, est fortement coudé par rapport à l'axe du corps (voir photo - agrandir - ce qui distingue la femelle de celle de Phaneroptera nana). Les cerques du mâle sont longs et recourbés.

Nymphe sur Calendula officinalis.
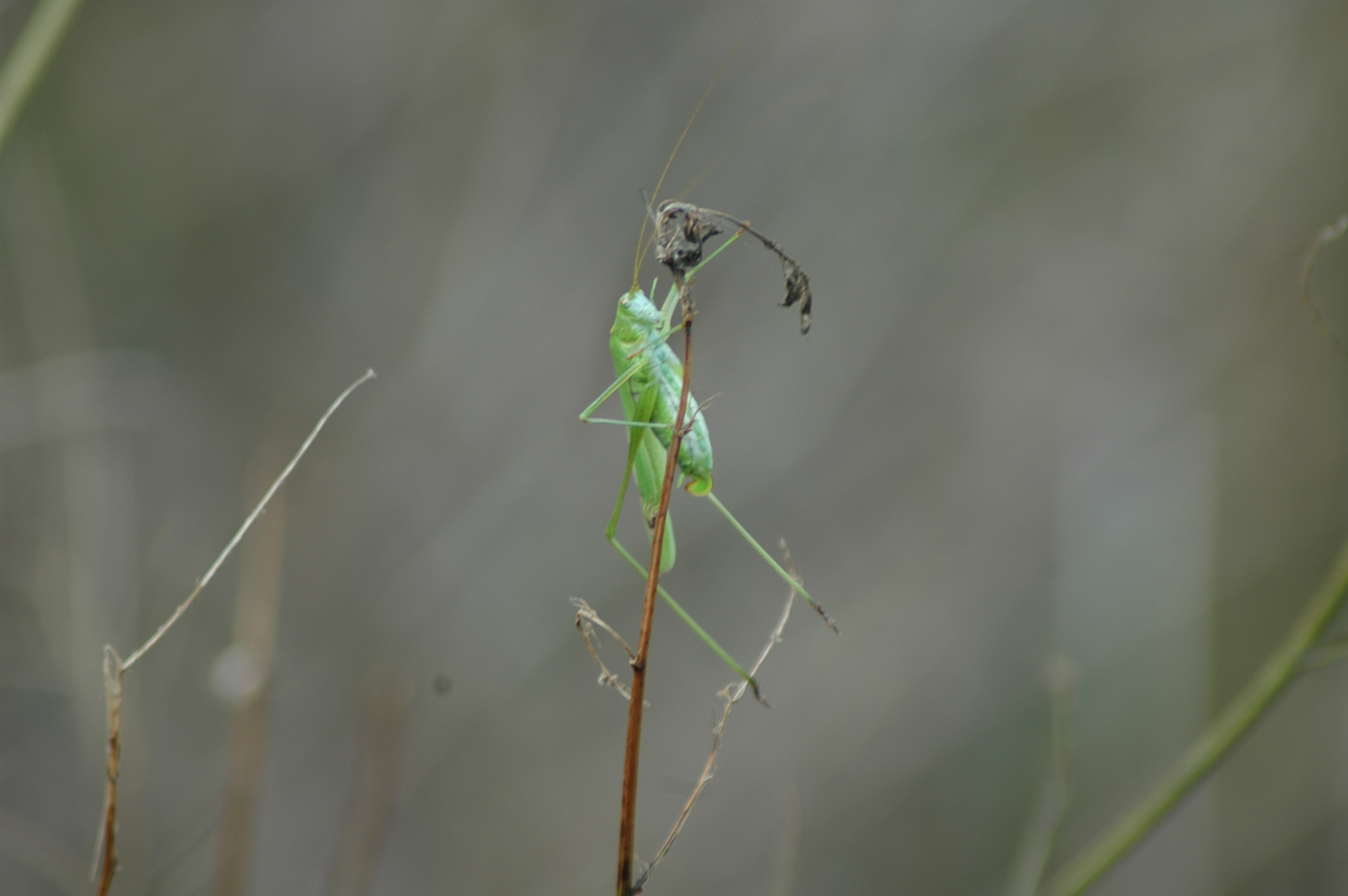
Phaneroptera falcata femelle au repos, étendant souvent les pattes postérieures vers l'arrière.

## Comportement et stridulation
Les adultes sont présents d'août à octobre ; cette espèce aime la chaleur et fréquente les pelouses sèches parsemées de buissons, bien exposées au soleil, les bords des chemins, les anciennes carrières…
De régime végétarien, cette sauterelle, quand elle est inquiétée, vole de quelques décimètres à plusieurs mètres, mais est capable de parcourir de longues distances, surtout par temps chaud, où elle manifeste un maximum d'activité. Les femelles déposent leurs œufs à l'intérieur des feuilles, par exemple des pruneliers, arbustes fréquents dans leurs habitats.
Le chant très faible, constitué de notes brèves, discrètes, irrégulièrement produites, est émis de nuit et est faiblement audible (à environ un mètre de distance).